# 德崇國際機場
德崇國際機場，是柬埔寨達克茂市正在興建中的國際機場，距離首都金邊以南30至40公里，第一階段預計於2025年9月9日啟用，並取代金邊國際機場。